# Nazioni partecipanti a Miss Mondo
La seguente voce contiene una lista di tutte le nazioni o territori che hanno inviato almeno una volta una propria rappresentante al concorso di bellezza Miss Mondo.

## Partecipanti attuali
| Nazione                          | Anni di partecipazione                                                                              | Miglior piazzamento | Ultimo piazzamento                                     | Note |
| -------------------------------- | --------------------------------------------------------------------------------------------------- | --- | ------------------------------------------------------ | --- |
| Albania                          | 2002–2005, 2007–                                                                                    | - | -                                                      | - |
| Angola                           | 1998–2004, 2006–                                                                                    | Seconda classificata - Micaela Reis (2007) | 2008 - Brigith dos Santos (Quarta classificata)        | |
| Antigua e Barbuda                | 1986, 1991, 2001–2004, 2008                                                                         | Ottava classificata - Shermain Jeremy (2004) | 2004 - Shermain Jeremy (Ottava classificata)           | Ha gareggiato come Antigua fra il 2001 ed il 2004. |
| Argentina                        | 1959–1981, 1987–                                                                                    | Vincitrice - Norma Cappagli (1960) - Silvana Súarez (1978)                                                                                          | 1987 - Caterina Ciscato (Sesta classificata)           | |
| Aruba                            | 1964, 1966, 1971–1985, 1989–1993, 1995–                                                             | Seconda classificata - Zizi Lee (2001) | 2002 - Rachelle Oduber (Top 20)                        | |
| Australia                        | 1955, 1957, 1960, 1965, 1967–                                                                       | Vincitrice - Penelope Plummer (1968) - Belinda Green (1972)                                                                                         | 2006 - Sabrina Houssami (Terza classificata)           | |
| Austria                          | 1955–1957, 1959, 1961–1965, 1967–1981, 1983–2001, 2006–2009                                         | Vincitrice - Eva Rueber-Staier (1969) - Ulla Weigerstorfer (1987)                                                                                   | 2007 - Christine Reiler (Top 16)                       | |
| Bahamas                          | 1966, 1968–1995, 1997–2000, 2002–                                                                   | Top 10 - Jody Weech (1992) | 1992 - Jody Weech (Top 10)                             | |
| Barbados                         | 1974–1975, 1983–1988, 1990, 1995, 2000–2006, 2008–                                                  | Top 15 - Linda Field (1974) - Natalie Griffith (2008)                                                                                               | 2008 - Natalie Griffith (Top 15)                       | |
| Belgio                           | 1954–                                                                                               | Sesta classificata - Christine Delit (1962) | 1996 - Laurence Borremans (Top 10)                     | |
| Belize                           | 1987–1991, 2002–2003, 2007–                                                                         | - | -                                                      | |
| Bielorussia                      | 2000, 2003–2004, 2006–                                                                              | - | -                                                      | |
| Bolivia                          | 1960–1961, 1963, 1965, 1975, 1977, 1979–                                                            | Top 10 - Carla Morón (1995) | 2003 - Helen Aponte (Ventesima classificata)           | |
| Bosnia ed Erzegovina             | 1996–                                                                                               | Top 20 - Danijela Vinš (2002) | 2002 - Danijela Vinš (Top 20)                          | |
| Botswana                         | 1972–1974, 1994–                                                                                    | - | -                                                      | |
| Brasile                          | 1958–1987, 1990–                                                                                    | Vincitrice - Lúcia Petterle (1971) | 2009 - Luciana Bertolini (Top 16)                      | |
| Bulgaria                         | 1988, 1990–                                                                                         | Top 10 - Evgenia Kalkandzhieva (1995) | 1995 - Evgenia Kalkandzhieva (Top 10)                  | |
| Cambogia                         | 2006                                                                                                | - | -                                                      | |
| Canada                           | 1957–1960, 1962–1990, 1992–                                                                         | Seconda classificata - Connie Fitzpatrick (1984) - Leanne Caputo (1989) - Nazanin Afshin-Jam (2003)                                                 | 2009 - Lena Ma (Quinta classificata)                   | |
| Capo Verde                       | 1997, 2010                                                                                          | - | -                                                      | |
| Cile                             | 1963, 1966–1969, 1976–1979, 1981–2004, 2006–2008                                                    | Top 10 - Margarita Téllez (1967) - Daniella Campos (1998) - Isabel Bawlitza (2000)                                                                  | 2000 - Isabel Bawlitza (Top 10)                        | |
| Cina                             | 1994, 2001–                                                                                         | Vincitrice - Zhang Zilin (2007) | 2007 - Zhang Zilin (Vincitrice)                        | |
| Cina Taipei                      | 1961–1962, 1964, 1988–1989, 1991–1998, 2000, 2004–2005, 2008                                        | Seconda classificata - Grace Li Shiu-ying (1961) | 1964 - Linda Lin Su-hsing (Terza classificata)         | In precedenza ha gareggiato come Repubblica Cinese. |
| Cipro                            | 1960–1963, 1965–1971, 1973, 1976–                                                                   | - | -                                                      | |
| Colombia                         | 1963–1965, 1968–1970, 1973–                                                                         | Seconda classificata - Nini Soto (1981) - Rocío Luna (1983) - Carolina Arango (1996) - Natalia Peralta (2002)                                       | 2009 - Daniela Ramos (Settima classificata)            | |
| Corea del Sud                    | 1959–1971, 1973–2001, 2003–                                                                         | Seconda classificata - Choi Yeon-hee (1988) | 2009 - Kim Joo-ri (Top 16)                             | |
| Costa d'Avorio                   | 1985, 2009-                                                                                         | - | -                                                      | |
| Costa Rica                       | 1965–1969, 1972, 1974–2001, 2003–                                                                   | Top 15 - Maribel Fernández (1978) - Ana Lorena González (1986)                                                                                      | 1986 - Ana Lorena González (Top 15)                    | |
| Croazia                          | 1992–                                                                                               | Seconda classificata - Anica Martinović (1995) | 2008 - Josipa Kusić (Top 15)                           | |
| Curaçao                          | 1975–1978, 1980–1985, 1987–1996, 1998, 2000, 2002–2004, 2006–                                       | Top 20 - Ayanette Statia (2002) | 2002 - Ayanette Statia (Top 20)                        | |
| Danimarca                        | 1951–1970, 1974–1995, 2000, 2003–                                                                   | Seconda classificata - Lilian Juul Madsen (1957) - Pia Rosenberg Larsen (1986)                                                                      | 1992 - Anja Hende Brond (Top 10)                       | |
| Ecuador                          | 1960–1962, 1964–1972, 1974, 1976–1989, 1991–                                                        | Settima classificata - Alicia Cucalón (1986) | 2007 - Valeska Saab (Top 16)                           | |
| Egitto                           | 1952–1954, 1956, 1988, 1990, 1997, 2004, 2008–                                                      | Vincitrice - Antigone Costanda (1954) | 1954 - Antigone Costanda (Vincitrice)                  | |
| El Salvador                      | 1975–1979, 1981–1993, 2004–                                                                         | - | -                                                      | |
| Estonia                          | 1994–2007                                                                                           | Top 10 - Karin Laasmae (1999) | 1999 - Karin Laasmae (Top 10)                          | |
| Etiopia                          | 2003–                                                                                               | Sesta classificata - Hayat Ahmed (2003) | 2003 - Hayat Ahmed (Sesta classificata)                | |
| Filippine                        | 1966–1975, 1978–                                                                                    | Seconda classificata - Evangeline Pascual (1973) | 2005 - Carlene Aguilar (Top 15)                        | |
| Finlandia                        | 1952–1957, 1959–2004, 2006–                                                                         | Vincitrice - Marita Lindahl (1957) | 1993 - Janina Frostell (Top 10)                        | |
| Francia                          | 1951–                                                                                               | Vincitrice - Denise Perrier (1953) | 2009 - Chloé Mortaud (Quarta classificata)             | |
| Galles                           | 1999–                                                                                               | Quindicesima classificata - Amy Guy (2004) | 2004 - Amy Guy (Quindicesima classificata)             | |
| Georgia                          | 2003–                                                                                               | Dodicesima classificata - Irina Onashvili (2003) | 2003 - Irina Onashvili (Dodicesima classificata)       | |
| Germania                         | 1952–1972, 1974–                                                                                    | Vincitrice - Petra Schürmann (1956) | 1979 - Andrea Hontschik (Top 15)                       | Gabriella Brum proveniente dalla Germania, vincitrice originale nel 1980, rinunciò al titolo il giorno dopo l'incoronazione. Kimberley Santos di Guam prese il suo posto. |
| Ghana                            | 1959, 1967–1968, 1988–1991, 1994–2002, 2004–                                                        | Top 15 - Araba Vroon (1967) | 2007 - Irene Dwomoh (Top 16)                           | |
| Giamaica                         | 1959, 1962–1974, 1976, 1978–                                                                        | Vincitrice - Carole Crawford (1963) - Cindy Breakspeare (1976) - Lisa Hanna (1993)                                                                  | 2007 - Yendi Phillips (Top 16)                         | |
| Giappone                         | 1956–                                                                                               | Quarta classificata - Midoriki Tokura (1956) | 2009 - Eruza Sasaki (Top 16)                           | |
| Gibilterra                       | 1959, 1964–                                                                                         | Vincitrice - Kaiane Aldorino (2009) | 2009 - Kaiane Aldorino (Vincitrice)                    | |
| Grecia                           | 1953–                                                                                               | Vincitrice - Irene Skliva (1996) | 2003 - Vasiliki Tsekoura (Diciannovesima classificata) | |
| Grenada                          | 1970, 1996, 2007                                                                                    | Vincitrice - Jennifer Hosten (1970) | 2007 - Vivian Burkhardt (Top 16)                       | |
| Guadalupa                        | 2003–                                                                                               | - | -                                                      | |
| Guatemala                        | 1976, 1979–2000, 2003, 2005–                                                                        | - | -                                                      | |
| Guyana                           | 1966–1971, 1988–1989, 1999, 2001–                                                                   | Terza classificata - Shakira Baksh (1967) | 1971 - Nalini Moonsar (Quarta classificata)            | |
| Honduras                         | 1955, 1959, 1964–1967, 1972–1984, 1986–1991, 1993, 1997, 1999–2000, 2004, 2008–                     | - | -                                                      | |
| Hong Kong                        | 1959, 1970, 1972–1990, 1992–                                                                        | Top 12 - Pauline Yeung (1987) | 2007 - Kayi Cheung (Top 16)                            | |
| India                            | 1959–1962, 1966, 1968–1972, 1974–1975, 1978–1988, 1990–                                             | Vincitrice - Reita Faria (1966) - Aishwarya Rai (1994) - Diana Hayden (1997) - Yukta Mookhey (1999) - Priyanka Chopra (2000)                        | 2009 - Pooja Chopra (Top 16)                           | |
| Indonesia                        | 1982–1983, 2005–                                                                                    | - | -                                                      | |
| Inghilterra                      | 2000–                                                                                               | - | -                                                      | |
| Irlanda                          | 1952, 1954–                                                                                         | Vincitrice - Rosanna Davison (2003) | 2003 - Rosanna Davison (Vincitrice)                    | |
| Islanda                          | 1955–1967, 1969–1973, 1975–1979, 1981–1994, 1999–2001, 2003–                                        | Vincitrice - Hólmfríður Karlsdóttir (1985) - Linda Pétursdóttir (1988) - Unnur Birna Vilhjálmsdóttir (2005)                                         | 2008 - Alexandra Ívarsdóttir (Top 15)                  | |
| Isole Cayman                     | 1977–1995, 1997–2001, 2003–2004, 2006–2008, 2010                                                    | Top 15 - Maureen Lewis (1982) | 1982 - Maureen Lewis (Top 15)                          | |
| Isole Vergini Americane          | 1976, 1978–1980, 1982–2002, 2005, 2010                                                              | Top 10 - Vania Thomas (1989) | 2005 - Kmisha Counts (Top 15)                          | |
| Israele                          | 1953, 1955–1963, 1965–                                                                              | Vincitrice - Linor Abargil (1998) | 1999 - Jenny Chervony (Quarta classificata)            | |
| Italia                           | 1954–1962, 1964–1968, 1970–1976, 1978–                                                              | Seconda classificata - Giorgia Palmas (2000) | 2011 - Tania Bambaci (Top 15)                          | |
| Kazakistan                       | 1998–2000, 2002–2004, 2006–                                                                         | Quarta classificata - Margarita Kravtsova (2000) | 2009 - Dina Nuraliyeva (Top 16)                        | |
| Kenya                            | 1960, 1967–1968, 1984–1991, 1994, 1996, 1999–                                                       | Top 10 - Yolanda Masinde (2000) | 2000 - Yolanda Masinde (Top 10)                        | |
| Lettonia                         | 1989–1997, 1999, 2001–                                                                              | - | -                                                      | |
| Libano                           | 1960–1961, 1964–1967, 1969–1970, 1973–1977, 1979–1988, 1991–                                        | Top 10 - Joëlle Buhlok (1997) | 2006 - Annabella Hilal (Top 17)                        | |
| Liberia                          | 1963–1965, 1968–1970, 1972, 1983, 1985, 1988, 1998–1999, 2005–2006, 2009                            | Quinta classificata - Sebah Tubman (1999) | 1999 - Sebah Tubman (Quinta classificata)              | |
| Lituania                         | 1993, 1995–2000, 2002–2004, 2007–                                                                   | - | -                                                      | |
| Lussemburgo                      | 1957, 1959–1971, 1973, 1975–1977, 1985–1990, 2009-                                                  | - | -                                                      | |
| Macao                            | 1986–1997, 2010-                                                                                    | - | -                                                      | |
| Malawi                           | 2001, 2005, 2010                                                                                    | - | -                                                      | |
| Malaysia                         | 1963, 1965–1966, 1970–1975, 1978–1989, 1991–                                                        | Terza classificata - Lina Teoh (1998) | 2007 - Deborah Priya Henry (Top 16)                    | |
| Malta                            | 1965–1993, 1997–                                                                                    | Top 15 - Mary Brincat (1969) | 1969 - Mary Brincat (Top 15)                           | |
| Martinica                        | 2005–                                                                                               | Top 16 - Ingrid Littré (2009) | 2009 - Ingrid Littré (Top 16)                          | |
| Mauritius                        | 1970–1973, 1975, 1978–1980, 1986–1994, 1998, 2003–                                                  | Top 10 - Jeanne-Françoise Clement (1989) | 1989 - Jeanne-Françoise Clement (Top 10)               | |
| Messico                          | 1963, 1966–                                                                                         | Seconda classificata - Dafne Molina (2005) - Perla Beltrán (2009)                                                                                   | 2009 - Perla Beltrán (Seconda classificata)            | |
| Moldavia                         | 2000, 2003–                                                                                         | - | -                                                      | |
| Mongolia                         | 2005–                                                                                               | - | -                                                      | |
| Montenegro                       | 2006–                                                                                               | - | -                                                      | |
| Namibia                          | 1989–1993, 1997, 2000–                                                                              | Quinta classificata - Michelle McLean (1991) | 2006 - Anna Nashandi (Top 17)                          | |
| Nepal                            | 1997–2000, 2003–2005, 2007, 2009                                                                    | - | -                                                      | |
| Nicaragua                        | 1960–1961, 1964, 1968–1971, 1974–1975, 1977, 1998, 2001–2005                                        | Quarta classificata - Ligia Argüello (2001) | 2001 - Ligia Argüello (Quarta classificata)            | |
| Nigeria                          | 1963, 1967–1970, 1978–1979, 1984–1985, 1987–1994, 1996, 1998–                                       | Vincitrice - Agbani Darego (2001) | 2004 - Anita Uwagbale (Quattordicesima classificata)   | |
| Norvegia                         | 1953, 1958–1960, 1966–                                                                              | Seconda classificata - Ingeborg Sørensen (1972) | 2010 - Mariann Birkedal (Top 25)                       | |
| Nuova Zelanda                    | 1956, 1961–2005, 2007–                                                                              | Seconda classificata - Elaine Miscall (1963) - Lauralee Martinovich (1997)                                                                          | 2003 - Melanie Paul (Sedicesima classificata)          | |
| Paesi Bassi                      | 1951–                                                                                               | Vincitrice - Corine Rottschäfer (1959) - Catharina Lodders (1962)                                                                                   | 2002 - Elise Boulogne (Top 20)                         | |
| Panama                           | 1967, 1971, 1977, 1979–1980, 1982–1987, 1989–2007, 2009                                             | Sesta classificata - Maritza Burgos (1983) - Nadege Herrera (2009)                                                                                  | 2009 - Nadege Herrera (Sesta classificata)             | |
| Paraguay                         | 1959, 1969, 1971–1972, 1976–1980, 1982–2000, 2003–2004, 2007–                                       | Top 15 - Daisy Ferreira (1985) | 2021 - Bethania Borba (Top 40)                         | |
| Perù                             | 1959, 1963, 1965, 1967–1968, 1973, 1975–1990, 1994–                                                 | Vincitrice - Madeline Hartog-Bel (1967) - María Julia Mantilla (2004)                                                                               | 2004 - María Julia Mantilla (Vincitrice)               | |
| Polinesia Francese               | 1960, 1965, 1976–1979, 1981–1982, 1984–1985, 1994–1996, 1999–2002, 2006, 2009-                      | Quinta classificata - Marie Tapare (1965) | 1965 - Marie Tapare (Quinta classificata)              | Ha partecipato come Tahiti sino al 2009 |
| Polonia                          | 1983–                                                                                               | Vincitrice - Aneta Kręglicka (1989) | 2009 - Anna Jamróz (Top 16)                            | |
| Porto Rico                       | 1959, 1970–1985, 1989–                                                                              | Vincitrice - Wilnelia Merced (1975) | 2010 - Yara Lasanta (Top 25)                           | |
| Portogallo                       | 1959, 1962–1964, 1967, 1970–1973, 1979, 1982–2001, 2003–2006, 2008–                                 | Terza classificata - Ana De Almeida (1971) | 1971 - Ana De Almeida (Terza classificata)             | |
| Repubblica Ceca                  | 1993–                                                                                               | Vincitrice - Taťána Kuchařová (2006) | 2006 - Taťána Kuchařová (Vincitrice)                   | |
| Repubblica Democratica del Congo | 1985, 2005–2006, 2008                                                                               | Top 15 - Kayonga Mureka Tete (1985) | 1985 - Kayonga Mureka Tete (Top 15)                    | Ha gareggiato come Zaire nel 1985. |
| Repubblica di Macedonia          | 1996, 2001–2007, 2009-                                                                              | - | -                                                      | |
| Repubblica Dominicana            | 1966–2001, 2003–2009                                                                                | Vincitrice - Mariasela Álvarez (1982) | 2007 - Ada de la Cruz (Top 16)                         | |
| Romania                          | 1990–1992, 1994–1996, 1999–2007, 2009                                                               | Seconda classificata - Ioana Boitor (2006) | 2006 - Ioana Boitor (Seconda classificata)             | |
| Russia                           | 1992–                                                                                               | Vincitrice - Julia Kourotchkina (1992) - Ksenia Sukhinova (2008)                                                                                    | 2008 - Ksenia Sukhinova (Vincitrice)                   | |
| Saint Kitts e Nevis              | 1985–1988, 2010                                                                                     | - | -                                                      | |
| Saint Lucia                      | 1975, 1994, 2004–2006, 2008, 2010                                                                   | Top 15 - Sophia St Omer (1975) | 1975 - Sophia St Omer (Top 15)                         | |
| Scozia                           | 1999–                                                                                               | Terza classificata - Juliet-Jane Horne (2001) | 2006 - Nicola McLean (Top 17)                          | |
| Serbia                           | 2006–                                                                                               | - | -                                                      | |
| Seychelles                       | 1969–1973, 1975, 1992, 1994–1999, 2008                                                              | Top 15 - Jane Stravens (1972) - June Gouthier (1973)                                                                                                | 1973 - June Gouthier (Top 15)                          | |
| Sierra Leone                     | 1986, 1988, 2007–                                                                                   | Top 16 - Mariatu Kargbo (2009) | 2009 - Mariatu Kargbo (Top 16)                         | |
| Singapore                        | 1972–1976, 1978–                                                                                    | Top 15 - Pauline Poh (1976) | 1976 - Pauline Poh (Top 15)                            | |
| Slovacchia                       | 1993–                                                                                               | - | -                                                      | |
| Slovenia                         | 1992–2007, 2009                                                                                     | - | -                                                      | |
| Spagna                           | 1960–1964, 1970–1974, 1976---                                                                       | Terza classificata - Carmen Cervera (1961) | 2008 - Patricia Rodríguez (Top 15)                     | |
| Sri Lanka                        | 1953–1955, 1961, 1963–1968, 1970–1971, 1973–1975, 1977–1982, 1984–1990, 1992–1994, 1999–2000, 2003– | Quarta classificata - Manel Illangakoon (1953) | 1978 - Manohori Vanigasooriya (Top 15)                 | In precedenza ha gareggiato come Ceylon. |
| Stati Uniti d'America            | 1951–                                                                                               | Vincitrice - Marjorie Wallace (1973) - Gina Tolleson (1990)                                                                                         | 2007 - Abigail McCary (Top 16)                         | |
| Sudafrica                        | 1956–1977, 1991–                                                                                    | Vincitrice - Penelope Coelen (1958) - Anneline Kriel (1974)                                                                                         | 2009 - Tatum Keshwar (Terza classificata)              | Anneline Kriel prese il posto della vincitrice originale Helen Morgan del Regno Unito.                                                                                    |
| Suriname                         | 1961, 1963–1966, 1981, 2007, 2009                                                                   | - | -                                                      | |
| Svezia                           | 1951–                                                                                               | Vincitrice - Kicki Håkansson (1951) - May Louise Flodin (1952) - Mary Stävin (1977)                                                                 | 2007 - Annie Oliv (Top 5)                              | |
| Svizzera                         | 1952–1954, 1956, 1966–1968, 1970–2001, 2003–2005                                                    | Seconda classificata - Sylvia Müller (1952) | 2003 - Bianca Sissing (Undicesima classificata)        | |
| Swaziland                        | 1975, 1978–1980, 1983–1988, 1991–1999, 2002–2003, 2005, 2007–2009                                   | Top 15 - Ilana Lapidos (1986) | 1986 - Ilana Lapidos (Top 15)                          | |
| Tanzania                         | 1967, 1994–                                                                                         | Top 6 - Nancy Sumari (2005) | 2005 - Nancy Sumari (Top 6)                            | |
| Thailandia                       | 1968, 1970–1997, 1999, 2001–                                                                        | Quarta classificata - Prathumrat Woramali (1989) | 1997 - Tanya Suesuntisook (Quinta classificata)        | |
| Trinidad e Tobago                | 1966, 1971, 1975–                                                                                   | Vincitrice - Giselle Laronde (1986) | 2008 - Gabrielle Walcott (Terza classificata)          | |
| Turchia                          | 1954, 1956, 1958, 1960–1961, 1963–1964, 1966–1973, 1975–1983, 1986–                                 | Vincitrice - Azra Akın (2002) | 2002 - Azra Akın (Vincitrice)                          | |
| Ucraina                          | 1992, 1994–                                                                                         | Top 10 - Alena Shcherban (2000) - Oleksandra Nikolayenko (2001)                                                                                     | 2008 - Iryna Zhuravska (Top 15)                        | |
| Uganda                           | 1967–1968, 1985, 1988–1989, 1992–1993, 1996–1997, 2001–2005, 2007–                                  | - | -                                                      | |
| Ungheria                         | 1989–1992, 1994–                                                                                    | - | -                                                      | |
| Uruguay                          | 1959–1962, 1964–1965, 1975–1988, 1990–1993, 1996–2003, 2005–2006, 2008–                             | Quinta classificata - Katja Thomsen (2000) | 2000 - Katja Thomsen (Quinta classificata)             | |
| Venezuela                        | 1955–1958, 1961–1978, 1980–                                                                         | Vincitrice - Susana Duijm (1955) - Pilín León (1981) - Astrid Carolina Herrera Irrazábal (1984) - Ninibeth Leal (1991) - Jacqueline Aguilera (1995) | 2008 - Hannelly Quintero (Top 15)                      | |
| Vietnam                          | 2002–                                                                                               | Undicesima classificata - Nguyễn Thị Huyền (2004)                                                                                                   | 2009 - Trần Thị Hương Giang (Top 16)                   | |
| Zambia                           | 1974, 1992, 1995–1999, 2003–2006, 2008–                                                             | - | -                                                      | |
| Zimbabwe                         | 1975, 1980–1982, 1993–2004, 2006–                                                                   | Quarta classificata - Angeline Musasiwa (1994) | 1994 - Angeline Musasiwa (Quarta classificata)         | Ha partecipato come Rhodesia nel 1975. |

## Partecipanti inattivi

### Territori e nazioni non più esistenti
La seguente lista contiene le nazioni ed i territori che hanno partecipato all'evento almeno una volta nel passato, ma che in seguito non sono più esistite.
| Nazione              | Anni di partecipazione          | Miglior piazzamento                            | Ultimo piazzamento                | Note |
| -------------------- | ------------------------------- | ---------------------------------------------- | --------------------------------- | --- |
| Cecoslovacchia       | 1967, 1969, 1989–1992           | Sesta classificata - Alzbeta Strkulová (1967)  | 1969 - Marcela Bitnarová (Top 15) | Divisa fra Repubblica Ceca e Slovacchia. |
| Jugoslavia           | 1966–1975, 1982–1991, 1996–2002 | Seconda classificata - Nikica Marinović (1966) | 2002 - Ana Šargić (Top 20)        | Croazia, Slovenia, Macedonia e Bosnia ed Erzegovina hanno lasciato la federazione nel 1992. Gli altri stati della Jugoslavia hanno partecipato sino al 2003, quando hanno costituito lo stato di Serbia e Montenegro. |
| Rhodesia e Nyasaland | 1959–1961                       | Top 11 - Vivien Lentin (1959)                  | 1960 - Jenny Lee Scott (Top 15)   | Divisa fra Rhodesia Settentrionale (Zambia), Rhodesia Meridionale (Zimbabwe) e Nyasaland (Malawi). |
| Serbia e Montenegro  | 2003–2005                       | -                                              | -                                 | Divisa fra Serbia e Montenegro. |
| Tanganica            | 1960                            | -                                              | -                                 | Diventata Tanzania dopo l'unione con Zanzibar. |
| Unione Sovietica     | 1989–1990                       | -                                              | -                                 | Divisa fra Russia, Bielorussia, Ucraina, Moldavia, Georgia, Armenia, Azerbaigian, Kazakistan, Uzbekistan, Turkmenistan, Kirghizistan, Tagikistan, Estonia, Lituania e Lettonia.                                       |

### Sudafrica
| Nazione   | Anni di partecipazione | Miglior piazzamento                        | Ultimo piazzamento              | Note |
| --------- | ---------------------- | ------------------------------------------ | ------------------------------- | --- |
| Sudafrica | 1970–1976              | Seconda classificata - Pearl Jansen (1970) | 1974 - Evelyn Williams (Top 15) | Dal 1970 al 1976, il Sudafrica ha inviato due rappresentanti a Miss Mondo, una bianca e una nera. La delegata bianca veniva nominata Miss Sudafrica, mentre quella nera Miss Africa del Sud. |

### Regno Unito
| Nazione     | Anni di partecipazione | Miglior piazzamento                                                                                          | Ultimo piazzamento                | Note |
| ----------- | ---------------------- | --- | --------------------------------- | --- |
| Regno Unito | 1951–1999              | Vincitrici - Rosemarie Frankland (1961) - Ann Sydney (1964) - Lesley Langley (1965) - Sarah-Jane Hutt (1983) | 1997 - Vicki-Lee Walberg (Top 10) | - Alla prima edizione del concorso nel 1951, c'erano 21 concorrenti britanniche e 5 straniere. - Ha gareggiato come Britain nel 1951 e Great Britain fra il 1952 ed il 1957. - Helen Morgan del Regno Unito, vincitrice originale nel 1974, rinunciò al titolo quattro giorni dopo l'incoronazione e fu sostituita da Anneline Kriel del Sudafrica. - Dal 1999, Scozia e Galles hanno partecipato separatamente, mentre Inghilterra ed Irlanda del Nord hanno partecipato dal 2000. |

### Altre
Queste nazioni e territori non hanno inviato una propria rappresentante dal 2004 ma hanno ancora possibilità per partecipare al concorso.
| Nazione                       | Anni di partecipazione                           | Miglior piazzamento                                              | Ultimo piazzamento                              | Note                                                                                      |
| ----------------------------- | ------------------------------------------------ | ---------------------------------------------------------------- | ----------------------------------------------- | ----------------------------------------------------------------------------------------- |
| Algeria                       | 2002                                             | -                                                                | -                                               |                                                                                           |
| Andorra                       | 2003                                             | -                                                                | -                                               |                                                                                           |
| Bangladesh                    | 1994–1996, 1999–2001                             | -                                                                | -                                               |                                                                                           |
| Bermuda                       | 1971–1989, 1992–1993, 1995                       | Vincitrice - Gina Swainson (1979)                                | 1980 - Zina Marie Minks (Top 15)                |                                                                                           |
| Birmania                      | 1960                                             | -                                                                | -                                               |                                                                                           |
| Bonaire                       | 1996                                             | -                                                                | -                                               |                                                                                           |
| Cuba                          | 1955, 1975                                       | Quarta classificata - Gilda Marín (1955) - Maricela Clark (1975) | 1975 - Maricela Clark (Quarta classificata)     |                                                                                           |
| Dominica                      | 1978                                             | -                                                                | -                                               |                                                                                           |
| Figi                          | 2004                                             | -                                                                | -                                               |                                                                                           |
| Gambia                        | 1965–1967 1969–1970 1983–1986                    | -                                                                | -                                               |                                                                                           |
| Giordania                     | 1959–1960, 1962–1963, 1965–1966                  | -                                                                | -                                               |                                                                                           |
| Groenlandia                   | 1991–1992                                        | -                                                                | -                                               |                                                                                           |
| Guam                          | 1971–1996                                        | Vincitrice - Kimberley Santos (1980)                             | 1987 - Francel Caracol (Top 12)                 | Kimberley Santos prese il posto della vincitrice originale Gabriella Brum dalla Germania. |
| Guernsey                      | 1974–1975                                        | -                                                                | -                                               |                                                                                           |
| Haiti                         | 1975                                             | Sesta classificata - Joëlle Apollon (1975)                       | 1975 - Joëlle Apollon (Sesta classificata)      |                                                                                           |
| Hawaii                        | 1959, 2001                                       | -                                                                | -                                               |                                                                                           |
| Isola di Man                  | 1977–1988                                        | -                                                                | -                                               |                                                                                           |
| Isole Cook                    | 1987–1988, 1990                                  |                                                                  | -                                               |                                                                                           |
| Isole Marianne Settentrionali | 2003                                             | -                                                                | -                                               |                                                                                           |
| Isole Vergini britanniche     | 1986, 1988, 1990–1998, 2000–2001                 | -                                                                | -                                               |                                                                                           |
| Jersey                        | 1974–1981                                        | -                                                                | -                                               |                                                                                           |
| Lesotho                       | 1979–1981, 2003                                  | -                                                                | -                                               |                                                                                           |
| Madagascar                    | 1960–1961, 1974, 1990, 1999–2001                 | -                                                                | -                                               |                                                                                           |
| Marocco                       | 1956–1958, 1964–1968                             | -                                                                | -                                               |                                                                                           |
| Montserrat                    | 1964                                             | Top 16 - Helen Joseph 1964)                                      | 1964 - Helen Joseph (Top 16)                    |                                                                                           |
| Papua Nuova Guinea            | 1977, 1980–1981, 1987–1990                       | -                                                                | -                                               |                                                                                           |
| Principato di Monaco          | 1953, 1955                                       | Quinta classificata - Elizabeth Chovisky (1953)                  | 1953 - Elizabeth Chovisky (Quinta classificata) | Se dovesse tornare al concorso, probabilmente parteciperebbe come Monaco.                 |
| Saint Vincent e Grenadine     | 1978, 1985–1987, 1989, 1994                      | -                                                                | -                                               |                                                                                           |
| Samoa                         | 1977–1988                                        | -                                                                | -                                               |                                                                                           |
| Sint Maarten                  | 1998–1999, 2001                                  | -                                                                | -                                               |                                                                                           |
| Siria                         | 1965–1966                                        | -                                                                | -                                               |                                                                                           |
| Tonga                         | 1983, 1986                                       | -                                                                | -                                               |                                                                                           |
| Tunisia                       | 1956–1958, 1963–1965, 1967–1971, 1974–1975, 1978 | Quarta classificata - Jacqueline Tapia (1957)                    | 1957 - Jacqueline Tapia (Quarta classificata)   |                                                                                           |
| Turks e Caicos                | 1982–1988, 2004                                  | -                                                                | -                                               |                                                                                           |